# ダニエル・クレイグ
ダニエル・クレイグ（Daniel Craig CMG, 1968年3月2日 - ）は、イギリスの俳優。6代目ジェームズ・ボンドを『007 カジノ・ロワイヤル』（2006年）から5作品演じた。『ナイブズ・アウト/名探偵と刃の館の秘密』（2019年）では、ゴールデングローブ賞主演男優賞にノミネートされた。

## 来歴

### 生い立ち
イングランド・チェシャー州チェスターで生まれる。父親のティモシー・ジョン・ロウトン・クレイグは複数のパブのオーナーで、かつてはイギリス商船隊（マーチャント・ネイビー）で幹部候補生として勤務していた。母親のオリヴィア（旧姓ウィリアムズ）は美術教師である。1972年、彼が4歳のときに両親が離婚し、母と姉とともにリヴァプールへ移る。以降12年間をリヴァプールで過ごしたが、16歳の時、ナショナルユースシアターを受験しロンドンへ移る。

### キャリア
シェイクスピア『トロイラスとクレシダ』のアガメムノン役で舞台デビュー。1991年にギルドホール音楽演劇学校を卒業。有名になるまではパブでシェフとして働いていた。
1992年に『パワー・オブ・ワン』で映画デビュー。1998年、『愛の悪魔/フランシス・ベイコンの歪んだ肖像』のジョージ・ダイアー役で、デレク・ジャコビと共にエディンバラ国際映画祭最優秀演技賞を受賞。その後、『トゥームレイダー』や『ロード・トゥ・パーディション』などのアメリカ映画にも出演するようになる。2004年公開の『Jの悲劇』でロンドン映画批評家協会賞英国男優賞を受賞。

### 6代目ジェームズ・ボンド

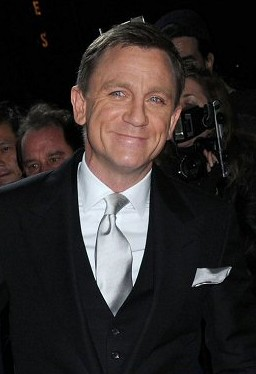
2008年、ニューヨークにて

2005年、5代目だったピアース・ブロスナンの引退を受けて、6代目ジェームズ・ボンド役への抜擢が発表された。『007』シリーズ初の、金髪のボンドとなる。それまでのボンドのイメージと大きく異なることもあって、イギリスでは発表直後にアンチサイトが出来るなど、バッシングが大きかった。これについて本人は、撮影後「批判は子供の罵りのような言葉だったけど（耳が大きすぎる、金髪はありえないなど）、実際に言われると傷ついたよ。でも、そういう人たちを納得させるための唯一の方法は、この役を上手くやりこなすことだった。俺自身ほどそれを感じていた人はいない」と語った。
また、クレイグの身長は178cmで歴代のボンドを演じた俳優（2024年時点）の中で一番の小柄であり、「ボンド＝長身」というイメージが強く、撮影現場では実際より高く見せるためにシークレット・ブーツを着用し、唯一の非喫煙者（ノンスモーカー）の設定となっている。ただし、クレイグ自身が私生活でも非喫煙者（ノンスモーカー）であるか否かは不明である。
前述のような非難の嵐の中公開された『007 カジノ・ロワイヤル』で、クレイグは原作のジェームズ・ボンドのイメージに限りなく近い、寡黙でタフなボンドを演じきった。その演技力が評価され、シリーズ最高記録の興業収入を樹立した（後に『007 スカイフォール』が同記録を更新）。「ショーン・コネリー（初代）以来の最高のボンドだ」（ザ・サン誌）と絶賛されるなど、興業・批評、両方の面で成功した。また、シリーズ初の英国アカデミー賞主演男優賞にノミネートされた。
2008年に公開された『007 慰めの報酬』、2012年に公開された『007 スカイフォール』、2015年に公開された『007 スペクター』にもジェームズ・ボンド役で出演している。
2012年に行われたロンドンオリンピック開会式にエリザベス2世をエスコートするボンド役として出演。
2021年に公開された『007 ノー・タイム・トゥ・ダイ』への出演をもってボンド役を引退。同作公開直前の2021年9月、イギリス海軍はクレイグを、作中のボンドと同格となる名誉中佐に任命した。後任として、7代目最有力候補にはアーロン・テイラー＝ジョンソンが挙げられている。
ボンドが1953年に叙勲された設定の聖マイケル・聖ジョージ勲章をクレイグ自身も授与することが2021年12月31日に発表された。映画・演劇への顕著な貢献がその理由で、2022年9月8日にエリザベス2世が死去したため10月18日にウィンザー城で執り行われた式典ではアン王女がクレイグに勲章を授与した。

### 私生活
1992年にイギリスの元女優フィオラ・ロードンと結婚するが、1994年に離婚。二人の間には女の子（エラ）がいる。ドイツの女優ハイケ・マカッシュと7年間同棲したのち、日系アメリカ人の映画プロデューサーであるサツキ・ミッチェルと5年以上にわたって交際。その後、2011年6月22日に女優のレイチェル・ワイズと結婚した。二人は映画『ドリームハウス』の共演がきっかけで付き合い始めていた。2018年9月1日、ワイズとの間に女児が誕生したと報じられた。
少年時代からリヴァプールFCのサポーターである。定期的にリヴァプールの試合に訪れており、喜ぶクレイグの姿が何度もカメラに抜かれている。

## 出演作品
※主演作品は太字表記。

### 映画

#### 劇場公開映画
| 年   | 題名                                                                                               | 役名                          | 備考 | 吹き替え                                                                   |
| ---- | -------------------------------------------------------------------------------------------------- | ----------------------------- | --- | -------------------------------------------------------------------------- |
| 1992 | パワー・オブ・ワン The Power of One                                                                | Sgt. ヤッピー・ボータ         | デビュー作品 |                                                                            |
| 1995 | 星の王子さまを探して Saint-Ex                                                                      | ギジャウメ                    | |                                                                            |
| 1995 | タイムマスター/時空をかける少年 A Kid in King Arthur's Court                                       | ケイン先生                    | 日本劇場未公開 | 伊藤栄次（VHS版）                                                          |
| 1997 | Obsession – Besessene Seelen                                                                       | ジョン・マクホール            | | N/A                                                                        |
| 1998 | 愛の悪魔/フランシス・ベイコンの歪んだ肖像 Love Is the Devil: Study for a Portrait of Francis Bacon | ジョージ・ダイアー            | |                                                                            |
| 1998 | Love and Rage                                                                                      | ジェームズ                    | N/A |                                                                            |
| 1998 | エリザベス Elizabeth                                                                               | ジョン・バラード              | 坂口賢一 |                                                                            |
| 1999 | ザ・トレンチ（塹壕） The Trench                                                                    | ウィンター軍曹                | 秋元羊介 |                                                                            |
| 2000 | Some Voices                                                                                        | レイ                          | N/A |                                                                            |
| 2000 | ホテル・スプレンディッド Hotel Splendide                                                           | ロナルド                      | 大川透 |                                                                            |
| 2000 | 永遠のアフリカ I Dreamed of Africa                                                                 | デクラン・フィールディング    | 日本劇場未公開 | 関俊彦                                                                     |
| 2001 | トゥームレイダー Lara Croft: Tomb Raider                                                           | アレックス・ウエスト          | | 大川透（ソフト版） 堀内賢雄（フジテレビ版） てらそままさき（テレビ朝日版） |
| 2002 | 10ミニッツ・オールダー: イデアの森 Ten Minutes Older: The Cello                                    | セシル                        | オムニバス映画、「星に魅せられて」に出演。                                                                                          |                                                                            |
| 2002 | ロード・トゥ・パーディション Road to Perdition                                                     | コナー・ルーニー              | | 千田光男                                                                   |
| 2003 | シルヴィア Sylvia                                                                                  | テッド・ヒューズ              | 不明 |                                                                            |
| 2003 | パッション The Mother                                                                              | ダーレン                      | 日本劇場未公開 | （吹き替え版なし）                                                         |
| 2004 | レイヤー・ケーキ Layer Cake                                                                        | XXXX                          | | 小杉十郎太                                                                 |
| 2004 | Jの悲劇 Enduring Love                                                                              | ジョー                        | 不明 |                                                                            |
| 2005 | ジャケット The Jacket                                                                              | ルーディー・マッケンジー      | 手塚秀彰 |                                                                            |
| 2005 | Fateless                                                                                           | アメリカ兵                    | N/A |                                                                            |
| 2005 | ミュンヘン Munich                                                                                  | スティーヴ                    | 土田大 |                                                                            |
| 2006 | ルネッサンス Renaissance                                                                           | バーテレミー・カラス          | 声の出演 | 小杉十郎太                                                                 |
| 2006 | Infamous                                                                                           | ペリー・スミス                | | N/A                                                                        |
| 2006 | 007 カジノ・ロワイヤル 007 Casino Royale                                                           | ジェームズ・ボンド            | 英国アカデミー賞 主演男優賞ノミネート                                                                                               | 小杉十郎太（ソフト版） 藤真秀（テレビ朝日版）                              |
| 2007 | インベージョン The Invasion                                                                        | ベン・ドリスコル              | | 小杉十郎太                                                                 |
| 2007 | ライラの冒険 黄金の羅針盤 The Golden Compass                                                       | アスリエル卿                  | 東地宏樹（劇場公開版） 藤真秀（テレビ朝日版）                                                                                       |                                                                            |
| 2008 | フラッシュバック Flashbacks of a Fool                                                              | ジョー・スコット              | 製作総指揮 日本劇場未公開 | 田坂浩樹                                                                   |
| 2008 | 007 慰めの報酬 007 Quantum of Solace                                                               | ジェームズ・ボンド            | | 小杉十郎太（ソフト版） 藤真秀（キングレコード版、BSジャパン版）            |
| 2008 | ディファイアンス Defiance                                                                          | トゥヴィア・ビエルスキ        | 小杉十郎太 |                                                                            |
| 2008 | セレブ・ウォーズ 〜ニューヨークの恋に勝つルール〜 How to Lose Friends & Alienate People            | 本人役                        | カメオ出演 日本劇場未公開 | 不明                                                                       |
| 2011 | ライフ -いのちをつなぐ物語- One Life                                                               | ナレーション                  | |                                                                            |
| 2011 | カウボーイ & エイリアン Cowboys & Aliens                                                           | ジェイク・ローナガン          | 小杉十郎太 |                                                                            |
| 2011 | ドリームハウス Dream House                                                                         | ウィル・エイテンテン          | 藤真秀 |                                                                            |
| 2011 | ドラゴン・タトゥーの女 The Girl with the Dragon Tattoo                                             | ミカエル・ブルムクヴィスト    | てらそままさき |                                                                            |
| 2011 | タンタンの冒険/ユニコーン号の秘密 The Adventures of Tintin: Secret of the Unicorn                  | レッド・ラッカム              | 声の出演 | 森田順平                                                                   |
| 2012 | 幸福と栄光 Happy and Glorious                                                                      | ジェームズ・ボンド            | 2012年ロンドンオリンピックの開会式内で流されたショートフィルム。 エリザベス女王をバッキンガム宮殿から開会式会場までエスコートした。 | （吹き替え版なし）                                                         |
| 2012 | 007 スカイフォール Skyfall                                                                         | ジェームズ・ボンド            | | 藤真秀                                                                     |
| 2015 | 007 スペクター Spectre                                                                             | ジェームズ・ボンド            | 共同プロデューサー | 藤真秀                                                                     |
| 2015 | スター・ウォーズ/フォースの覚醒 Star Wars: The Force Awakens                                       | ストームトルーパー（FN-1824） | カメオ出演 | 不明                                                                       |
| 2017 | ローガン・ラッキー Logan Lucky                                                                     | ジョー                        | | 青山穣                                                                     |
| 2017 | マイ・サンシャイン Kings                                                                           | オビー・ハーディソン          | （吹き替え版なし） |                                                                            |
| 2019 | ナイブズ・アウト/名探偵と刃の館の秘密 Knives Out                                                   | ブノワ・ブラン                | 藤真秀 |                                                                            |
| 2021 | 007 ノー・タイム・トゥ・ダイ No time to Die                                                        | ジェームズ・ボンド            | 藤真秀 | 共同製作                                                                   |
| 2024 | クィア/QUEER Queer                                                                                 | ウィリアム・リー              | | TBA                                                                        |

#### テレビ映画
| 年   | 題名                                                                                 | 役名                                 | 吹き替え            |
| ---- | ------------------------------------------------------------------------------------ | ------------------------------------ | ------------------- |
| 1993 | 炎の英雄 シャープ 2 イーグルを奪え Sharpe's Eagle                                    | Lt. ベリー                           | （吹き替え版なし）  |
| 1996 | モール・フランダース〜燃ゆる運命の炎〜 The Fortunes and Misfortunes of Moll Flanders | ジェームズ・"ジェミー"・シーグレーヴ | 山路和弘            |
| 1996 | Our Friends in the North                                                             | ジョージ・“ジョーティ”・ピーコック   | （吹き替え版なし)） |
| 1997 | 氷の家 The Ice House                                                                 | D.S. アンディ・マクローリン          | 安原義人            |
| 1999 | Shockers: The Visitor                                                                | リチャード                           | （吹き替え版なし）  |
| 2001 | バトルライン Sword of Honour                                                         | ガイ・クラウチバック                 | （吹き替え版なし）  |
| 2002 | コペンハーゲン Copenhagen                                                            | ヴェルナー・ハイゼンベルク           | （吹き替え版なし）  |
| 2005 | アークエンジェル Archangel                                                           | フロック・ケルソ                     | 家中宏              |
| 2021 | ジェームズ・ボンドとして Being James Bond                                            | 本人                                 | （吹き替え版なし）  |

#### WEB配信映画
| 年   | 題名                                                                                  | 役名           | 配信局  | 吹き替え |
| ---- | ------------------------------------------------------------------------------------- | -------------- | ------- | -------- |
| 2022 | ナイブズ・アウト: グラス・オニオン Glass Onion: A Knives Out Mystery                  | ブノワ・ブラン | Netflix | 藤真秀   |
| 2025 | ナイブズ・アウト: ウェイク・アップ・デッドマン Wake Up Dead Man: A Knives Out Mystery | ブノワ・ブラン | Netflix | TBA      |

### テレビ
| 年   | 題名                                                                   | 役名                   | 備考                                       | 吹き替え              |
| ---- | ---------------------------------------------------------------------- | ---------------------- | ------------------------------------------ | --------------------- |
| 1993 | インディ・ジョーンズ/若き日の大冒険 The Young Indiana Jones Chronicles | Schiller               | シーズン2第21話「Palestine, October 1917」 |                       |
| 1996 | ハリウッド・ナイトメア Tales from the Crypt                            | バリー                 | シーズン7第9話「Smoke Wrings」             |                       |
| 1997 | ハンガー/トリロジー The Hunger                                         | ジェリー・プリチャード |                                            | 檀臣幸                |
| 2006 | フィフス・ギア Fifth Gear                                              | 本人                   | （吹き替え版なし）                         |                       |
| 2012 | サタデー・ナイト・ライブ Saturday Night Live                           | 本人（ホスト）         | （吹き替え版なし）                         | 「Daniel Craig/Muse」 |
| 2017 | 刑事★コムラッド 〜同志に別れを〜 Comrade Detective                     | アントン・ストレーザ   | 声の出演（英語版吹き替え） 2話出演         | 不明                  |
| 2020 | サタデー・ナイト・ライブ Saturday Night Live                           | 本人（ホスト）         | 「Daniel Craig/the Weeknd」                | （吹き替え版なし）    |

### コンピュータゲーム
| 発売年 | 題名                                             | 役名               | 備考     | 吹き替え   |
| ------ | ------------------------------------------------ | ------------------ | -------- | ---------- |
| 2008   | 007 慰めの報酬 007: Quantum of Solace            | ジェームズ・ボンド | 声の出演 | 小杉十郎太 |
| 2010   | ゴールデンアイ 007 GoldenEye 007                 | ジェームズ・ボンド | 声の出演 | 小杉十郎太 |
| 2010   | 007 ブラッドストーン James Bond 007: Blood Stone | ジェームズ・ボンド | 声の出演 | 小杉十郎太 |

## 日本語吹き替え
主に担当しているのは、以下の二人である。
藤真秀
2009年に「日曜洋画劇場」で放送された『007 カジノ・ロワイヤル』で初担当。同シリーズからジェームズ・ボンドの吹替を務めて以降、専属（フィックス）でクレイグを担当しており、『ナイブズ・アウト: グラス・オニオン』で担当した際には「ダニエル・クレイグ声優」「吹替声優として誰よりもダニエルの演技を知る藤」と評されるほどに定着している。
藤はクレイグの魅力について「ひとつひとつ表情や仕草は抑えた演技なのに、感情をしっかり伝えることができること。見つめられると、どんな女性も落ちそうなブルーの瞳も魅力的です」と語っている。なお、クレイグ自身最後のボンド映画となる『007/ノー・タイム・トゥ・ダイ』で演じた際には自身の声優としての経験もシンクロし、思わず涙するほどに感情移入したと語っている。
また、藤によるクレイグの吹き替えは同業者間でも評価が高く、初担当となった『007 カジノ・ロワイヤル』（テレビ朝日版）の演出を手がけた鍛治谷功は「まさしくジェームズ・ボンドを演じるために生まれてきた方」と評しているほか、『007/慰めの報酬』（BSテレ東版）のプロデューサーを務めた久保一郎は吹替版の製作時に「ダニエル・クレイグのボンドは藤真秀さんがベストだと確信した」と語っている（詳細は藤のページを参照）。
小杉十郎太
『レイヤー・ケーキ』で初担当。『007シリーズ』（『007 カジノ・ロワイヤル』と『007 慰めの報酬』のソフト版）など、藤に先行して多く吹き替えており、初期の担当声優として定着している。
このほかにも、てらそままさき、大川透、安原義人、千田光男、東地宏樹、青山穣なども声を当てている。